# 아레나 두 그레미우
아레나 두 그레미우(포르투갈어: Arena do Grêmio)는 브라질 히우그란지두술주 포르투알레그리에 위치한 축구 경기장이다. 2012년 12월 8일에 개장했으며 그레미우의 홈 구장으로 사용되고 있다. 수용 인원은 60,540명이다.

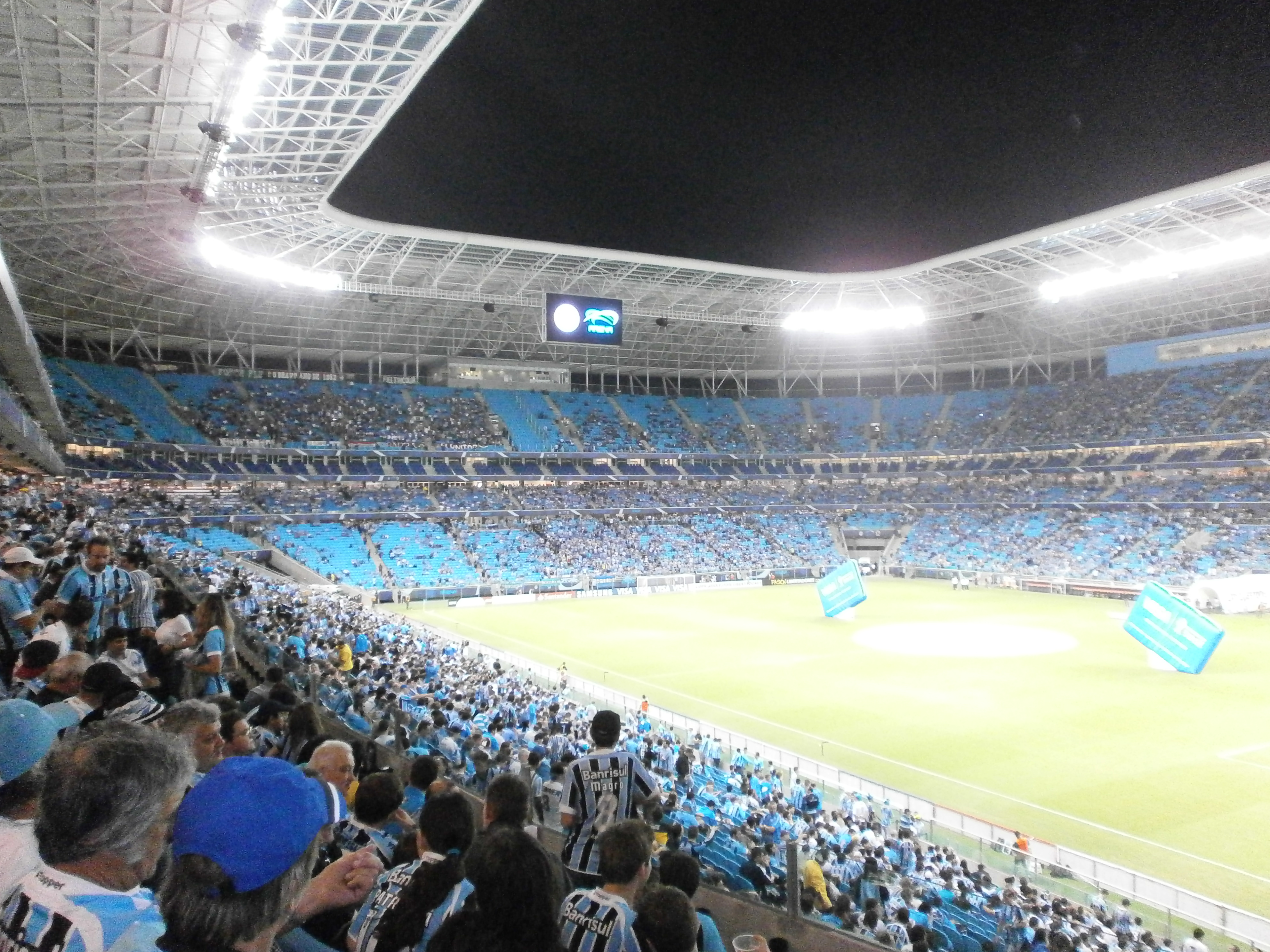
경기장 내부 전경